# 48886 Jonanderson
48886 Jonanderson este o planetă minoră (asteroid) din centura de asteroizi. A fost descoperită pe 7 mai 1998 la Caussols de OCA-DLR Asteroid Survey⁠(d) și a fost numită după Jon Anderson. 
Obiectul prezintă o orbită caracterizată de o semiaxă mare de 2,2614221654042 UAi, o excentricitate de 0,2183997510763, o înclinație de 8,1741863656748 ° în raport cu ecliptica.